# 天津饭 (歌手)
天津饭（1983年12月30日—），天津人，中国说唱歌手，是第一个运用天津方言来制作说唱歌曲的歌手。

## 曲目
- 津曲
- 牛逼的天津
- 天津饭
- 360
- 天津说唱
- 一边喝,一边说
- 津门街球
- 音乐暴力
- 过年
- 恭喜饭哥
- 为了天津说唱
- 街霸
- 天津球星
- 海河
- 我的时代
- 导火索
- 国安傻逼
- 传奇

## 外部連結
- 天津饭的新浪微博
- 天津饭做客玩闹音乐台 解密天津本土说唱音乐[永久]
- 天津饭 笔杆摇出说唱达人